# Grumer
Dans la terminologie viticole et œnologique, la grume est un substantif ancien désignant le grain du raisin. Apparu dans la langue française au XVIe siècle, antérieurement à son homonyme utilisé dans la terminologie de l’exploitation forestière et toujours en cours dans certaines régions viticoles, son usage subsiste dans la terminologie contemporaine courante par le biais de dérivations lexicales telles que « grumer » ou « grumage ».

## Origine et étymologie
Le Dictionnaire historique de la langue française situe l’apparition du substantif féminin « grume » pour désigner le grain de raisin en 1552, dans une traduction d’un ouvrage de Galien. Le terme est issu du bas latin « gruma » qui désigne l’écorce du fruit.
Alors que l’acception viticole du terme « grume » n’apparaissait pas historiquement dans le Dictionnaire de l'Académie française, l’institution l’introduit dans sa neuvième édition.

## Utilisations régionales
Du fait de ses origines latines, le lemme a été intégré dans les langues régionales qui en sont issues, et en particulier dans les régions viticoles. Le terme est ainsi utilisé dans les différents secteurs de bourgogne et du beaujolais, parfois sous la forme « greume ».
Il est aussi utilisé sous les formes « gru » et « grumo » en langue d’Oc où son usage est attesté au XVIIIe siècle, et dans l’ouvrage de référence du parler occitan de Frédéric Mistral.
Dans le Sud-Ouest, le grain de raisin est dans les parlers patois souvent désigné par le terme « gruno », qui procède de la même origine lexicologique.

## Dérivations lexicales contemporaines

### Grumer
Dans le processus de dégustation d'un vin, "grumer" peut aussi désigner l'étape terminale de la dégustation du vin.
Absorber une petite quantité de vin en bouche et l'envoyer doucement vers le fond de la gorge. Avant que le liquide ne passe dans la gorge ou ne soit recraché, pencher la tête en avant pour obliger le vin à revenir vers l'avant de la bouche. À ce moment, aspirer de l'air permet d'éviter que le vin ne sorte, de le ventiler mais aussi pour remonter sa température. Cela permet d'exhaler les arômes et de les diffuser ainsi vers l'arrière-bouche, afin qu'ils soient perçus par rétro-olfaction. Il est important de garder la respiration nasale « ouverte » pour tenir en éveil le sens olfactif.